# Under the Radar (Daniel Powter)
Under the Radar è il terzo album in studio del cantautore canadese Daniel Powter, pubblicato il 15 settembre 2008.

## Tracce
Testi e musiche di Daniel Powter, eccetto dove indicato.
1. Best of Me – 3:59 (Daniel Powter, Kara DioGuardi)
2. Not Coming Back – 4:01
3. Whole World Around – 4:27
4. Next Plane Home – 3:10 (Daniel Powter, Rick Nowels)
5. Am I Still the One? (con Linda Perry) – 4:16
6. Negative Fashion – 3:26
7. Don't Give Up on Me – 3:31
8. Fly Away – 3:35
9. Beauty Queen – 3:37 (Daniel Powter, Linda Perry)
10. My So Called Life – 3:33 (Linda Perry)
11. Love You Lately (Remix) – 3:02

Traccia aggiunta nelle versioni inglese e taiwanese
1. Bad Day (Live in Vienna) – 4:17

## Classifiche
| Classifiche (2008) | Posizione massima |
| ------------------ | ----------------- |
| Austria            | 74                |
| Belgio (Vallonia)  | 21                |
| Francia            | 29                |
| Giappone           | 10                |
| Regno Unito        | 43                |
| Svizzera           | 20                |